# Cherte

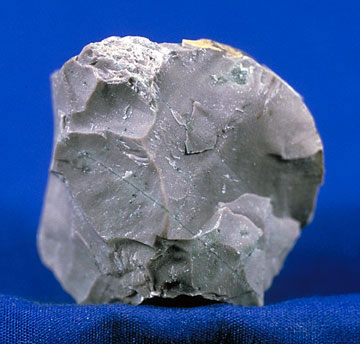
Cherte
Rocha sedimentar

Cherte é uma rocha sedimentar formada por precipitação química ou variação da concentração do soluto em relação ao solvente, tanto por evaporação como por mudanças de temperatura ou pH,, também pode ser formada por biólitos, rochas sedimentares que tem a gênese ligada à ação de organismos. 
O Cherte é tipicamente composto pelos restos petrificados de siliceous ooze (compostos dos esqueletos à base de sílica de organismos marinhos microscópicos), o sedimento biogênico que cobre grandes áreas do fundo do oceano, Chertes pré-Cambrianos são notáveis pela presença de cyanobacteria fósseis.
O Cherte varia muito de cor (do branco ao preto), mas na maioria das vezes se manifesta como cinza, marrom, marrom acinzentado e assim como do verde claro para o vermelho enferrujado (ocasionalmente verde escuro); sua cor é uma expressão de traços de elementos presentes na rocha, e tanto vermelho quanto verde estão mais frequentemente relacionados a traços de ferro (em suas formas oxidadas e reduzidas, respectivamente). 